# Qualificazioni al campionato mondiale di calcio 2010 - UEFA - Fase a gironi, gruppo 1

## Classifica
| Squadra    | P.ti | G  | V | N | P | GF | GS | DR  |
| ---------- | ---- | -- | - | - | - | -- | -- | --- |
| Danimarca  | 21   | 10 | 6 | 3 | 1 | 16 | 5  | +11 |
| Portogallo | 19   | 10 | 5 | 4 | 1 | 17 | 5  | +12 |
| Svezia     | 18   | 10 | 5 | 3 | 2 | 13 | 5  | +8  |
| Ungheria   | 16   | 10 | 5 | 1 | 4 | 10 | 8  | +2  |
| Albania    | 7    | 10 | 1 | 4 | 5 | 6  | 13 | -7  |
| Malta      | 1    | 10 | 0 | 1 | 9 | 0  | 26 | -26 |

- Danimarca qualificata direttamente al mondiale.
- Portogallo qualificato agli spareggi.

## Risultati
| Tirana 6 settembre 2008, ore 18:45 CEST | Albania          | 0 – 0 referto | Svezia | Stadio Qemal Stafa (13.522 spett.)\| Arbitro: \| Undiano Mallenco \| |
| Arbitro:                                | Undiano Mallenco |               |        |                                                                      |

| Budapest 6 settembre 2008, ore 19:45 CEST | Ungheria | 0 – 0 referto | Danimarca | Puskás Ferenc Stadion (18.984 spett.)\| Arbitro: \| Hamer \| |
| Arbitro:                                  | Hamer    |               |           |                                                              |

| Arbitro: | Blom |

|  |           |                                                |
|  | Marcatori | 26’ (aut.) Said 61’ Almeida 72’ Simão 78’ Nani |

| Arbitro: | Meyer |

|                          |           |              |
| Källström 55’ Holmén 64’ | Marcatori | 90+3’ Rudolf |

| Arbitro: | Webb |

|                          |           |                                          |
| Nani 42’ Deco 86’ (rig.) | Marcatori | 84’ Bendtner 90’ C. Poulsen 90+2’ Jensen |

| Arbitro: | Schörgenhofer |

|                                   |           |  |
| Bogdani 45+1’ Duro 84’ Dallku 90’ | Marcatori |  |

| Arbitro: | Circhetta |

|                          |           |  |
| Torghelle 48’ Juhász 82’ | Marcatori |  |

| Solna 11 ottobre 2008, ore 20:00 CEST | Svezia  | 0 – 0 referto | Portogallo | Stadio Råsunda (33.241 spett.)\| Arbitro: \| Rosetti \| |
| Arbitro:                              | Rosetti |               |            |                                                         |

| Arbitro: | Paniashvili |

|                                  |           |  |
| Larsen 10’, 47’ Agger 29’ (rig.) | Marcatori |  |

| Arbitro: | Valgeirsson |

|  |           |               |
|  | Marcatori | 23’ Torghelle |

| Braga 15 ottobre 2008, ore 20:45 GMT | Portogallo | 0 – 0 referto | Albania | Estádio Municipal de Braga (29.500 spett.)\| Arbitro: \| Kircher \| |
| Arbitro:                             | Kircher    |               |         |                                                                     |

| Ta' Qali 11 febbraio 2009, ore 19:30 CEST | Malta   | 0 – 0 referto | Albania | Ta'Qali Stadium (2.041 spett.)\| Arbitro: \| Deaconu \| |
| Arbitro:                                  | Deaconu |               |         |                                                         |

| Arbitro: | Mikulski |

|  |           |                                |
|  | Marcatori | 12’, 23’ Larsen 89’ Nordstrand |

| Arbitro: | Kuipers |

|  |           |               |
|  | Marcatori | 38’ Torghelle |

| Porto 28 marzo 2009, ore 20:45 GMT | Portogallo   | 0 – 0 referto | Svezia | Estádio do Dragão (40.200 spett.)\| Arbitro: \| De Bleeckere \| |
| Arbitro:                           | De Bleeckere |               |        |                                                                 |

| Arbitro: | Suchina |

|                                 |           |  |
| Hajnal 6’ Gera 80’ Juhász 90+4’ | Marcatori |  |

| Arbitro: | Skomina |

|                                      |           |  |
| Andreasen 31’ Larsen 37’ Poulsen 80’ | Marcatori |  |

| Arbitro: | Riley |

|  |           |                |
|  | Marcatori | 22’ Kahlenberg |

| Arbitro: | Meyer |

|             |           |                               |
| Bodgani 29’ | Marcatori | 27’ Almeida 90+3’ Bruno Alves |

| Arbitro: | Murray |

|                                                        |           |  |
| Källström 22’ Majstorović 52’ Ibrahimović 56’ Berg 58’ | Marcatori |  |

| Arbitro: | Busacca |

|              |           |             |
| Bendtner 43’ | Marcatori | 86’ Liédson |

| Arbitro: | Rizzoli |

|                   |           |                               |
| Huszti 79’ (rig.) | Marcatori | 9’ Mellberg 90+3’ Ibrahimović |

| Arbitro: | Mc Court |

|  |           |                      |
|  | Marcatori | 82’ (aut.) Azzopardi |

| Arbitro: | Lannoy |

|  |           |          |
|  | Marcatori | 10’ Pepe |

| Arbitro: | Çakır |

|             |           |              |
| Bogdani 51’ | Marcatori | 40’ Bendtner |

| Arbitro: | Mejuto González |

|             |           |  |
| Poulsen 79’ | Marcatori |  |

| Arbitro: | Hamer |

|                            |           |  |
| Simão 18’, 79’ Liédson 74’ | Marcatori |  |

| Arbitro: | Meyer |

|  |           |             |
|  | Marcatori | 35’ Buzsáky |

| Arbitro: | Kelly |

|                                                 |           |  |
| Nani 14’ Simão 45’ Miguel Veloso 52’ Edinho 90’ | Marcatori |  |

| Arbitro: | Ivanov |

|                                        |           |            |
| Mellberg 6’, 42’ Berg 40’ Svensson 86’ | Marcatori | 56’ Salihi |